# Дискографія Editors
Дискографія британського гурту «Editors» складається із шести студійних альбомів, одного міні-альбому та двадцяти семи синглів. Дві платівки гурту отримали платинову сертифікацію у Великій Британії із понад двома мільйонами проданих копій по всьому світу. Дебютний альбом «The Back Room», представлений у 2005 році, було номіновано на Mercury Prize. Другий студійний альбом «An End Has a Start» очолив британський чарт у червні 2007 року, а гурт отримав номінацію на Brit Awards у категорії «Найкращий британський гурт». Сингл «Smokers Outside the Hospital Doors» із цього альбому став Топ 10 хітом. Третій альбом «In This Light and on This Evening» гурту, представлений у жовтні 2009 року, дебютував на першій сходинці британського чарту.

## Студійні альбоми
| Рік                                                          | Альбом                                                                                        | Найвищі позиції в чартах | Найвищі позиції в чартах | Найвищі позиції в чартах | Найвищі позиції в чартах | Найвищі позиції в чартах | Найвищі позиції в чартах | Найвищі позиції в чартах | Найвищі позиції в чартах | Найвищі позиції в чартах | Найвищі позиції в чартах | Найвищі позиції в чартах | Найвищі позиції в чартах | Найвищі позиції в чартах | Найвищі позиції в чартах | Сертифікації                                                         |
| Рік                                                          | Альбом                                                                                        | UK                       | AUT                      | BEL (FL)                 | BEL (WA)                 | FR                       | GER                      | IR                       | IT                       | NLD                      | POR                      | SPA                      | SWI                      | US                       | US Heat                  | Сертифікації                                                         |
| ------------------------------------------------------------ | --------------------------------------------------------------------------------------------- | ------------------------ | ------------------------ | ------------------------ | ------------------------ | ------------------------ | ------------------------ | ------------------------ | ------------------------ | ------------------------ | ------------------------ | ------------------------ | ------------------------ | ------------------------ | ------------------------ | -------------------------------------------------------------------- |
| «The Back Room»                                              | - Виданий: 25 липня 2005 - Лейбл: Kitchenware - Формал: CD, 2CD, вініл, цифрове завантаження  | 2                        | —                        | 53                       | 74                       | 107                      | —                        | 23                       | —                        | 30                       | —                        | —                        | —                        | —                        | 14                       | - Велика Британія: Платиновий - Ірландія: Золотий - Бельгія: Золотий |
| «An End Has a Start»                                         | - Виданий: 25 червня 2007 - Лейбл: Kitchenware - Формат: CD, вініл, цифрове завантаження      | 1                        | —                        | 5                        | 45                       | 56                       | 24                       | 7                        | 47                       | 2                        | 21                       | —                        | 31                       | 117                      | 1                        | - Велика Британія: Платиновий - Ірландія: Золотий - Бельгія: Золотий |
| «In This Light and on This Evening»                          | - Виданий: 12 жовтня 2009 - Лейбл: Kitchenware - Формат: CD, 2CD, вініл, цифрове завантаження | 1                        | 50                       | 2                        | 7                        | 41                       | 8                        | 4                        | 20                       | 3                        | 25                       | 58                       | 12                       | —                        | 8                        | - Велика Британія: Золотий - Бельгія: Золотий                        |
| «The Weight of Your Love»                                    | - Виданий: 28 червня 2013 - Лейбл: PIAS - Формат: CD, 2CD, вініл, цифрове завантаження        | 6                        | 10                       | 1                        | 4                        | 39                       | 4                        | 9                        | 9                        | 1                        | 10                       | 43                       | 4                        | —                        | 17                       | - Бельгія: Золотий                                                   |
| «In Dream»                                                   | - Виданий: 2 жовтня 2015 - Лейбл: PIAS - Формат: CD, 2CD, вініл, цифрове завантаження         | 5                        | 15                       | 1                        | 5                        | 47                       | 11                       | 14                       | 11                       | 1                        | 25                       | 38                       | 7                        | —                        | 9                        | - Бельгія: Золотий                                                   |
| «Violence»                                                   | - Виданий: 9 березня 2018 - Лейбл: PIAS - Формат: CD, Deluxe CD, вініл, цифрове завантаження  | 6                        | 6                        | 1                        | 3                        | 49                       | 6                        | 20                       | 24                       | 2                        | 25                       | 29                       | 10                       | —                        | 13                       |                                                                      |
| «—» означає, що запис не увійшов у чарти на даній території. |                                                                                               |                          |                          |                          |                          |                          |                          |                          |                          |                          |                          |                          |                          |                          |                          |                                                                      |

## Бокс-сет
| Title    | Деталі альбому                                                                             |
| -------- | ------------------------------------------------------------------------------------------ |
| Unedited | - Виданий: 28 березня 2011 - Лейбл: Kitchenware - Формати: CD, цифрове завантаження, вініл |

## Міні-альбоми
- Snowfield Demo EP (2003) (виданий під назвою Snowfield)

## Сингли
| Назва                                | Рік  | Найвища позиція | Найвища позиція | Найвища позиція | Найвища позиція | Найвища позиція | Найвища позиція | Найвища позиція | Найвища позиція | Найвища позиція | Найвища позиція | Сертифікація          | Альбом                            |
| Назва                                | Рік  | UK              | AUT             | BEL (FL)        | BEL (WA)        | FRA             | GER             | IRL             | MEX             | NLD             | SWI             | Сертифікація          | Альбом                            |
| ------------------------------------ | ---- | --------------- | --------------- | --------------- | --------------- | --------------- | --------------- | --------------- | --------------- | --------------- | --------------- | --------------------- | --------------------------------- |
| «Bullets»                            | 2005 | 54              | —               | —               | —               | —               | —               | —               | —               | —               | —               |                       | The Back Room                     |
| «Munich»                             | 2005 | 22              | —               | —               | —               | —               | —               | —               | —               | —               | —               |                       | The Back Room                     |
| «Blood»                              | 2005 | 18              | —               | —               | —               | —               | —               | —               | —               | —               | —               |                       | The Back Room                     |
| «Bullets»                            | 2005 | 27              | —               | —               | —               | —               | —               | —               | —               | —               | —               |                       | The Back Room                     |
| «Munich»                             | 2006 | 10              | —               | —               | —               | —               | —               | 42              | —               | 97              | —               |                       | The Back Room                     |
| «All Sparks»                         | 2006 | 21              | —               | —               | —               | —               | 82              | —               | —               | —               | —               |                       | The Back Room                     |
| «Blood»                              | 2006 | 39              | —               | —               | —               | —               | —               | —               | —               | —               | —               |                       | The Back Room                     |
| «Smokers Outside the Hospital Doors» | 2007 | 7               | —               | 47              | 57              | —               | —               | 39              | —               | 89              | —               |                       | An End Has a Start                |
| «An End Has a Start»                 | 2007 | 27              | —               | 53              | —               | —               | 88              | —               | —               | 90              | —               |                       | An End Has a Start                |
| «The Racing Rats»                    | 2007 | 26              | —               | 36              | 62              | —               | —               | —               | —               | 20              | —               |                       | An End Has a Start                |
| «Push Your Head Towards the Air»     | 2008 | —               | —               | —               | —               | —               | —               | —               | —               | —               | —               |                       | An End Has a Start                |
| «Bones»                              | 2008 | —               | —               | 60              | —               | —               | —               | —               | —               | —               | —               |                       | An End Has a Start                |
| «Papillon»                           | 2009 | 23              | 44              | 1               | 6               | —               | 43              | —               | —               | 16              | 52              | - Бельгія: Золотий    | In This Light and On This Evening |
| «You Don't Know Love»                | 2010 | —               | —               | 57              | —               | —               | —               | —               | —               | —               | —               |                       | In This Light and On This Evening |
| «Last Day»                           | 2010 | —               | —               | —               | —               | 79              | —               | —               | —               | —               | —               |                       |                                   |
| «Eat Raw Meat = Blood Drool»         | 2010 | —               | —               | —               | —               | —               | —               | —               | —               | —               | —               |                       | In This Light and On This Evening |
| «No Sound But the Wind»              | 2010 | —               | —               | 1               | 37              | —               | —               | —               | —               | 72              | —               | - Бельгія: платиновий | In This Light and On This Evening |
| «A Ton of Love»                      | 2013 | —               | —               | 32              | 82              | —               | —               | —               | 41              | 54              | —               |                       | The Weight of Your Love           |
| «Formaldehyde»                       | 2013 | —               | —               | 55              | —               | —               | —               | —               | —               | —               | —               |                       | The Weight of Your Love           |
| «Honesty»                            | 2013 | —               | —               | 53              | —               | —               | —               | —               | —               | —               | —               |                       | The Weight of Your Love           |
| «Sugar»                              | 2014 | —               | —               | 54              | —               | —               | —               | —               | —               | —               | —               |                       | The Weight of Your Love           |
| «What Is This Thing Called Love»     | 2014 | —               | —               | 57              | —               | —               | —               | —               | —               | —               | —               |                       | The Weight of Your Love           |
| «No Harm»                            | 2015 | —               | —               | 116             | —               | —               | —               | —               | —               | —               | —               |                       | In Dream                          |
| «Marching Orders»                    | 2015 | —               | —               | —               | —               | —               | —               | —               | —               | —               | —               |                       | In Dream                          |
| «Life Is a Fear»                     | 2015 | —               | —               | 40              | 85              | —               | —               | —               | 50              | —               | —               |                       | In Dream                          |
| «Ocean of Night»                     | 2015 | —               | —               | 51              | —               | —               | —               | —               | —               | —               | —               |                       | In Dream                          |
| «Forgiveness»                        | 2016 | —               | —               | 96              | —               | —               | —               | —               | —               | —               | —               |                       | In Dream                          |
| «All the Kings»                      | 2016 | —               | —               | 47              | —               | —               | —               | —               | —               | —               | —               |                       | In Dream                          |
| «Magazine»                           | 2018 | —               | —               | 51              | 80              | —               | —               | —               | —               | —               | —               |                       | Violence                          |
| «Hallelujah (So Low)»                | 2018 | —               | —               | —               | —               | —               | —               | —               | —               | —               | —               |                       | Violence                          |
| «Darkness at the Door»               | 2018 | —               | —               | —               | —               | —               | —               | —               | —               | —               | —               |                       | Violence                          |